# Basilika von Székesfehérvár

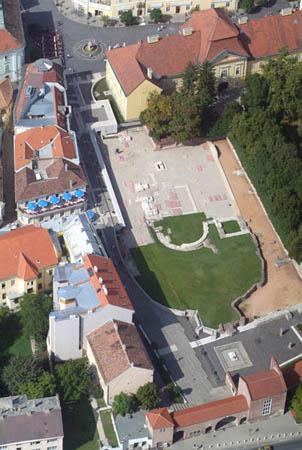
Ansicht aus der Luft

Die Basilika St. Stephan in der ungarischen Krönungsstadt Székesfehérvár war eine der bedeutendsten Kirchen des Bistums Székesfehérvár im mittelalterlichen Ungarn. Die Kirche wurde der Jungfrau Maria geweiht, deshalb wird sie in Ungarn als Marienkirche bzw. Mariä-Himmelfahrt-Kirche (ung.: Nagyboldogasszony-bazilika) bezeichnet.

## Architektonische Bedeutung
Die Basilika wurde 1010 unter dem ungarischen König Stephan dem Heiligen errichtet. Er ließ die Kirche als dreischiffige Basilika mit vier Türmen errichten. Zu ihrer Zeit war sie eine der prächtigsten Kirchen Europas. Mit einer Länge von 60 m und einer Breite von 30 m hatte sie eine Fläche von annähernd 1.800 m². Die damaligen Dome von Mainz und Köln waren bei gleicher Breite bedeutend länger (beide um 100 m). Die vier päpstlichen Basiliken in Rom waren doppelt bis viermal so groß, und die Hagia Sophia in Konstantinopel besaß bei mehrfach größerer Grundfläche eine wesentlich kühnere Konstruktion.
König Karl I. Robert ließ ausführliche Umbauarbeiten durchführen. Markus von Kált schreibt in der Ungarischen Bilderchronik (Chronica de Gestis Hungarorum) wie folgt darüber:
„Im Jahre des Herrn 1318 heiratete der Herr König die Herrin Beatrix, die Tochter des römischen Königs (…) Im demselben Jahre begann der König die Kirche der Heiligen Jungfrau von Alba, die oft von Feuer heimgesucht wurde, mit einem Bleidach bedecken zu lassen. Er schmückte diese Kirche mit einer prächtigen Wölbung, und außerdem befestigte er sie mit starken Pfeilern.“

## Politische Bedeutung
Die Basilika von Székesfehérvár war der bedeutendste Ort des mittelalterlichen Königreichs Ungarn. Sie beherbergte die Kronjuwelen, wozu außer der Stephanskrone auch der Thron gehörte, sowie die Schatzkammer und einige Archive. 37 Könige sowie 39 Königinnen wurden in der Kirche gekrönt, 15 in ihr begraben:
- Stephan der Heilige († 1038)
- Koloman († 1116)
- Béla II. († 1141)
- Geisa II. († 1162)
- Ladislaus II. († 1163)
- Stephan IV. († 1165)
- Béla III. († 1196)
- Ladislaus III. († 1205)
- Karl I. Robert († 1342)
- Ludwig der Große († 1382)
- Albrecht II. († 1439)
- Elisabeth von Luxemburg († 1442)
- Matthias Corvinus († 1490)
- Vladislav II. († 1516)
- Ludwig II. († 1526)
- Johann Szapolya († 1540)

Geistliches Zentrum des Landes war der Erzbischofssitz Esztergom (Gran).
Nach der Eroberung großer Teile Ungarns durch die Türken 1543 wurde die Kathedrale von Pressburg Krönungs- und Erzbischofskirche für den habsburgisch gewordenen Rest des Landes.

## Entweihung und Zerstörung
Die Basilika in Székesfehérvár wurde samt den königlichen Gräbern nach der Eroberung der Stadt 1543 von den Osmanen geplündert und diente unter ihnen als Lager für Schießpulver. Im Jahr 1601 wurde die Stadt von einem christlichen Heer erobert, fiel aber nach wenigen Monaten wieder zurück an die Osmanen. In diesem Jahr ging die Basilika in Flammen auf, nachdem die Osmanen das Schießpulver zur Explosion gebracht hatten, um es nicht in christliche Hände fallen zu lassen.
Seitdem sind nur noch die Grundmauern erhalten. Im Jahre 1848 begann man mit ausführlichen Ausgrabungsarbeiten auf dem Gelände der ehemaligen Basilika, die mehrere Jahrzehnte andauerten. Im Zuge dieser Arbeiten wurde das Grab von König Bela III. und seiner ersten Frau Agnes de Châtillon aufgefunden. Ihre Gebeine wurden geborgen und in der Matthias-Kirche zu Budapest neu bestattet.
Ab 1768 wurde an anderer Stelle der Stadt im Stile des Barock die neue Kathedrale St. Stephan errichtet.

## Literatur

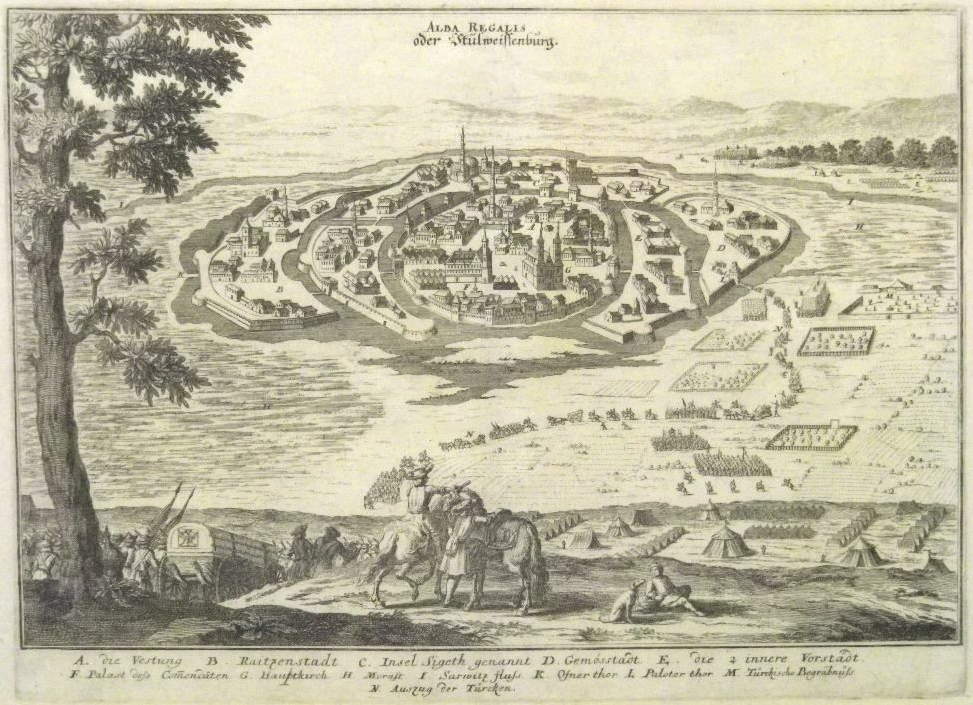
Merian: Theatrum Europaeum: „Stulweissenburg“ bei der vorübergehenden Rückeroberung 1601 N = Auszug der Türken G = „Hauptkirch“ – die Basilika, noch ohne Schäden
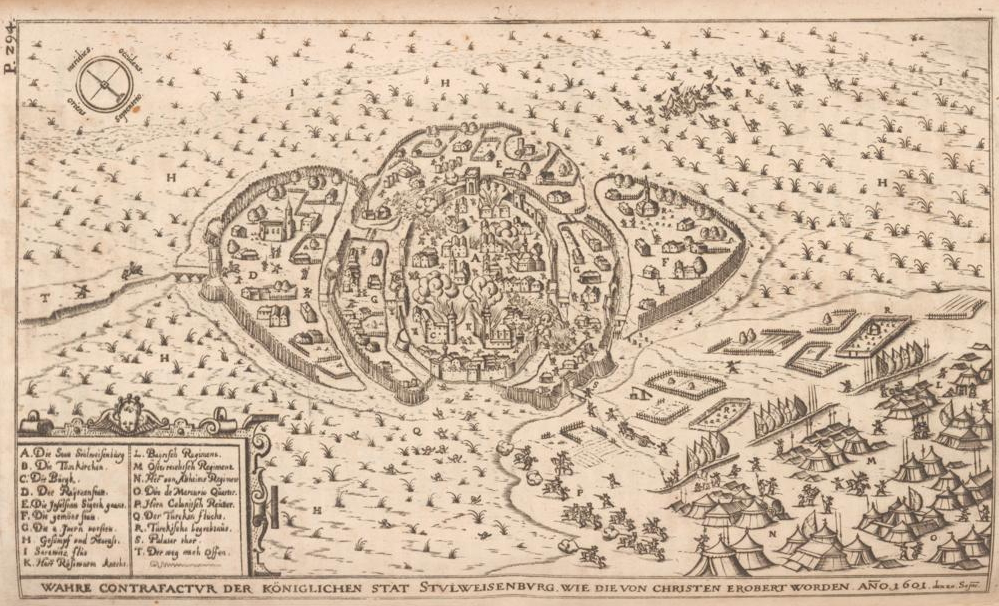
Johan Sibmacher: Dieselbe Eroberung mit Bränden der stark zerstörten Basilika und anderer Gebäude